# خورخي رييس (لاعب كرة قاعدة)
خورخي رييس (بالإنجليزية: Jorge Reyes)‏ هو لاعب كرة قاعدة أمريكي، ولد في 7 ديسمبر 1987 في واردين في الولايات المتحدة.

## وصلات خارجية
- خورخي رييس على موقعبيزبول رفرنس.كوم (الدوري الثانوي) (الإنجليزية)